# Brown Betty

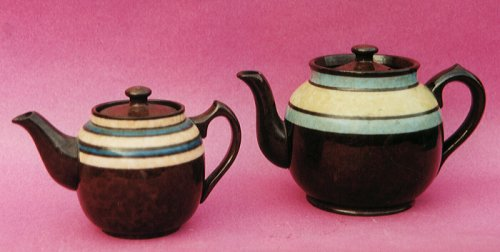
Dos ejemplos de tetera Brown Betty.

La Brown Betty es un tipo de tetera, redonda y con un glaseado de cerámica marrón conocido como el Rockingham glaze.
Las teteras originales se construyeron sobre la base de una arcilla roja que fue descubierta en el área Stoke-on-Trent de Gran Bretaña en 1695. Esta arcilla producía cerámica que parecía retener mejor el calor y fue utilizada como material para la tetera desde el siglo XVII. Las primeras versiones eran de forma alta y parecida a la de una cafetera. En el siglo XIX, las teteras comenzaron a tomar la forma más redonda característica de la Brown Betty. El Rockingham Glaze fue agregado a la tetera y se le dejaba caer por los lados, creando un acabado rallado luego de ser puesta al fuego.
En la era victoriana, cuando el té fue más popular, el té hecho en la Brown Betty era considerado excelente. Esto fue debido al diseño de la tetera que le permitía a las hojas de té más espacio a reaccionar cuando el agua era vertida dentro de la tetera, liberando más sabor con menos amargura.